# Isla Melville (Australia)
La isla Melville se encuentra aguas afuera de la costa del Territorio del Norte de Australia. Se ubica al oeste de la península Cobourg en la Tierra de Arnhem y al norte de la ciudad de Darwin.
Con 5786 km² es la segunda isla en tamaño en Australia, después de Tasmania (y excluyendo la masa continental). También se conoce por su nombre en idioma tiví: Yermalner.
El conjunto formado por la isla Melville y la isla Bathurst se conoce como las Islas Tiví.
El primer europeo en avistar la isla fue Abel Tasman en 1644. En 1818 un oficial de la marina británica la nombró en honor de Robert Dundas, 2º Vizconde de Melville, primer Lord del Almirantazgo entre 1812 y 1827. (La isla Melville del archipiélago ártico canadiense también fue nombrada en su honor.) Poco tiempo después, los británicos hicieron el primer intento por establecer un asentamiento en la costa norte de Australia, en el fuerte Dundas que fracasa al poco tiempo.
El clima de la isla es tropical.